# 1945 في الجزائر
الأحداث من عام 1945 في الجزائر.

## الأحداث
- 8 مايو – مجازر 8 ماي 1945 سطيف والمسيلة وقالمة وخراطة وسوق أهراس

## المواليد
- 17 نوفمبر – عبد المجيد تبون